# Concert per a tres clavecins en do major (Bach)
El Concert per a tres clavecins en do major, BWV 1064, de Johann Sebastian Bach, es basa probablement en un d'original en re major per a tres violins, i mostra també similituds amb els Concert per a dos violins (BWV 1043) i el Concert per a dos clavecins en do major (BWV 1061) pel que fa a la interacció del grup del concertino amb el ripieno, i en el delicat i expressiu moviment lent.

## Estructura i anàlisi
L'estructura de 3 moviments és la següent:
1. Allegro
2. Adagio
3. Allegro assai

La instrumentació és: clavecí solista I/II/III, violí I/II, viola, i baix continu (violoncel, violone). La durada aproximada és d'uns 17 minuts.